# Rede de acesso
Uma rede de acesso é a parte de uma rede de telecomunicações que conecta os assinantes (membros) ao seu provedor de serviços imediato. Ela é contrastada com a rede núcleo, (por exemplo o Subsistema de Comutação de Rede em GSM) que conecta provedores locais a outros provedores. A rede de acesso pode ainda ser dividido entre rede de distribuição ou plana alimentadora, e planta baixa ou rede de borda.

## Herança da telefonia
Uma rede de acesso ou planta externa refere-se às séries de fios, cabos e equipamentos que se encontram entre um ponto de terminação de telefone do cliente/negócio (o ponto em que uma conexão de telefone alcança o cliente) e a central telefônica local. A central telefônica contem bancos de equipamentos de comutação automatizados para direcionar uma chamada ou conexão ao cliente. A rede de acesso é talvez um dos ativos mais antigos que um operador de telecomunicações possui, e está constantemente em desenvolvimento, crescendo sempre que novos clientes são conectados, e quando novos serviços são oferecidos. Isto faz com que a rede de acesso seja uma das redes mais complexas do mundo para se manter e controlar.

## Processo de acesso

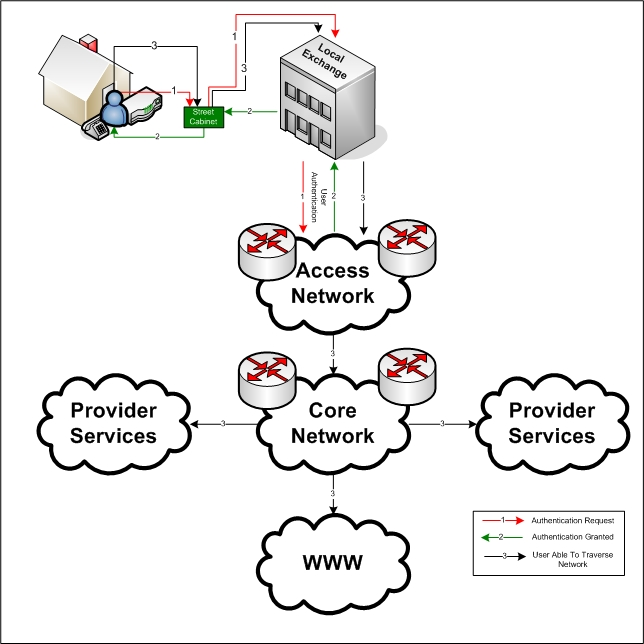
Exemplo de autenticação de rede de acesso de alto-nível

O processo de se comunicar com uma rede começa com uma tentativa de acesso, em que um ou mais usuários interagem com um sistema de comunicações para permitir a inicialização da transferência de informações do usuário. Uma tentativa de acesso propriamente dita começa com uma emissão de uma requisição de acesso por um originador de acesso.
Uma tentativa de acesso termina em um acesso com êxito ou em uma falha de acesso - um acesso sem êxito que resulta no término de uma tentativa de qualquer maneira que não seja a iniciação de transferência de informações do usuário entre a fonte e o destino pretendidos dentro do tempo de acesso máximo especificado.
A falha de acesso pode ser o resultado da interrupção de acesso, bloqueio de usuário, acesso incorreto ou negação de acesso. A negação de acesso (bloqueio do sistema) pode incluir:
- Falha de acesso causada pela emissão de um sinal de bloqueio do sistema por um sistema de comunicações que não possui a funcionalidade camp-on de originador de chamada.
- Falha de acesso causada pela excedência do tempo de acesso máximo e pela fração de tempo de acesso de sistema nominal durante uma tentativa de acesso.